# Міллард Філлмор
Мі́ллард Фі́ллмор (англ. Millard Fillmore, 7 січня 1800, Саммергілл— 8 березня 1874, Буффало) — тринадцятий президент США (1850–1853). Останній президент від партії вігів і другий, що зайняв пост унаслідок смерті попередника. Потім двічі балотувався в президенти самостійно, але обидва рази невдало. Філлмор, як і його безпосередні наступники Франклін Пірс і Джеймс Б'юкенен, зазвичай вважається одним з найгірших президентів США за всю історію.

## Життєпис
Син небагатих фермерів Натаніеля Філлмора та його дружини Феб Міллард з штату Нью-Йорк; був другою дитиною в родині (всього було 9 дітей), та найстаршим сином; вчився майстерності у кравця, з 15-річного віку працював на суконній фабриці; вільний час присвячував читанню; завдяки допомозі декількох спроможних людей зміг вивчити правознавство в Буффало.

### Початок кар'єри
Був адвокатом і членом законодавчих зборів штату, де провів закон про відміну особистого затримання за борги; у 1833—1835 і 1837—1843 рр. засідав у конгресі. Належав до партії вігів, але відрізнявся великою помірністю і схильністю до компромісів. 1848 року віги виставили його кандидатом на пост віцепрезидента США. 4 березня 1849 р. він зайняв пост, а 9 червня 1850 р. смерть президента Закарі Тейлора зробила Філлмора тринадцятим президентом Сполучених Штатів.

### Президентство
Міллард Філлмор сприяв проведенню компромісу Клея, що винагороджував рабовласників за прийняття Каліфорнії до складу Союзу на правах вільного штату, законом про переслідування в межах вільних штатів рабів-утікачів. Закон цей не примирив з Філлмором демократів, але відштовхнув від нього вігів Півночі, і коли він 1852 року побажав виступити кандидатом на президентство на наступне чотириріччя, то знайшов підтримку лише серед нечисленних вігів Півдня.
1856 року його виставила кандидатом на президентство ефемерна партія Know nothing (індиферентна до найпекучішого питання про рабовласництво що вимагала обмеження доступу переселенців в Сполучені Штати). При остаточному балотуванні за нього подали голос лише 8 з 296 вибірників (при обранні вибірників — 874 000 голосів із загальної кількості 4 млн.). Так закінчилася його політична кар'єра.